# Jakob Philipp Hackert

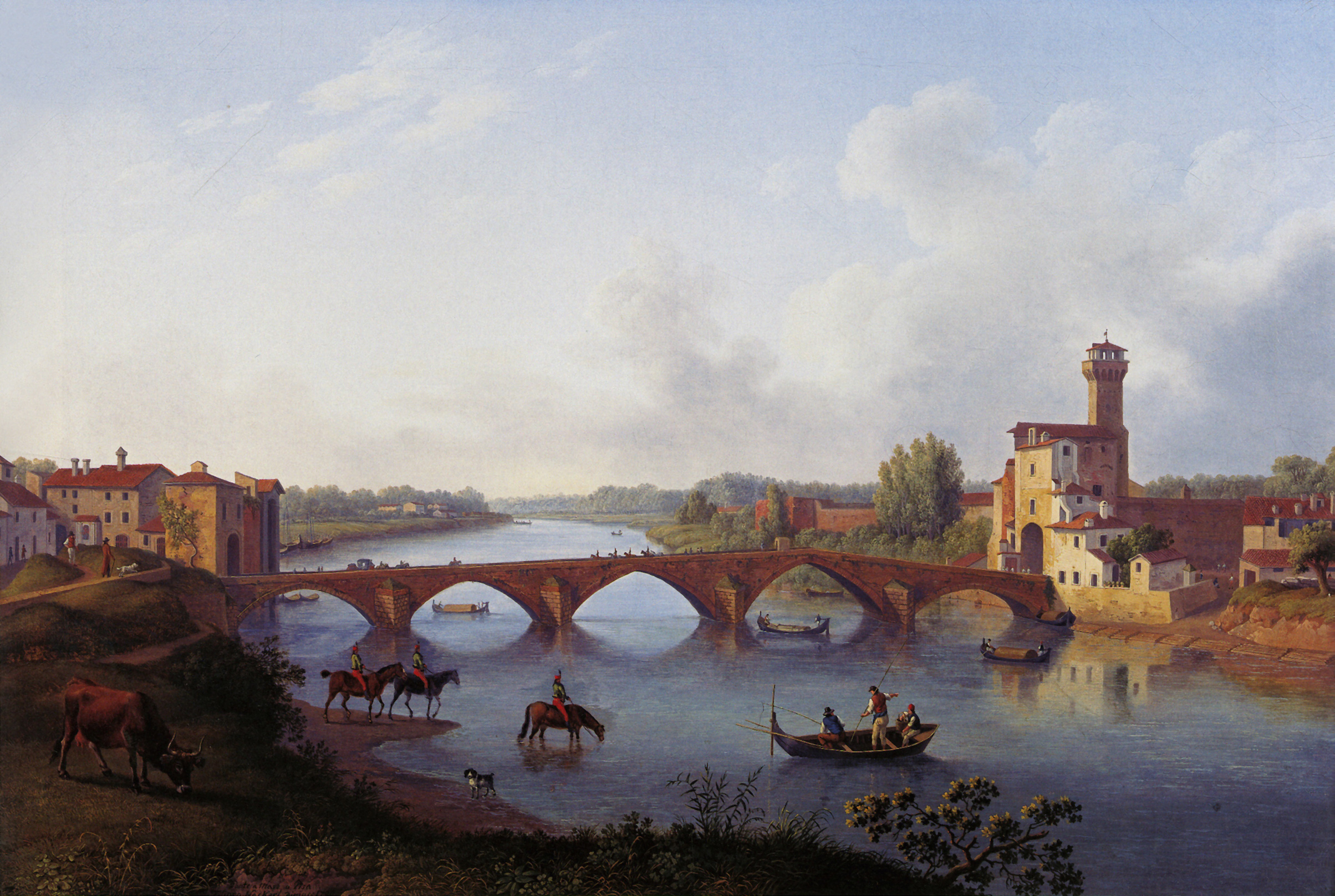
De Ponte a Mare in Pisa, olieverf op doek, 1799

Jacob Philipp Hackert (Prenzlau, 15 september 1737 – Fiesole, 28 april 1807) was een Duits kunstschilder en graveur.
Hackert werd opgeleid door zijn vader Philipp, (overleden in 1768) die zelf portret- en dierenschilder was en vijf artistiek aangelegde zoons had, van wie Jacob Philipp de bekendste was. Hij ging in 1754 naar de Akademie der Künste in Berlijn, waar hij een leerling werd van Blaise Nicholas Le Sueur, directeur van de academie, die hem opleidde in de barokke landschapschilderkunst.
Hackert maakte reizen naar Zweden, Normandië en Parijs en vestigde zich uiteindelijk in 1768 definitief in Italië, samen met zijn broer Johann Gottlieb, eveneens schilder. Hier schakelde hij over op het maken van classicistische landschappen, waarbij hij veel bekende en idyllische plaatsen uitbeeldde die zeer in trek waren bij toeristen. Hij vervaardigde in Rome en Napels vele werken voor de Britse diplomaat William Hamilton.
Van 1786 tot 1799 was hij hofschilder van de koning van Napels, Ferdinand I der Beide Siciliën. Daar maakte hij kennis met Goethe, met wie hij bevriend raakte en die later een biografie over hem zou schrijven. Hackert verbleef in het Palazzo Cellamare in Napels.
Toen in 1799 de Parthenopeïsche Republiek werd uitgeroepen verliet hij Napels en vestigde zich in Florence, waar hij in 1807 overleed.
Hackerts late werken lopen vooruit op de romantiek. Hij schilderde graag vulkaanuitbarstingen.

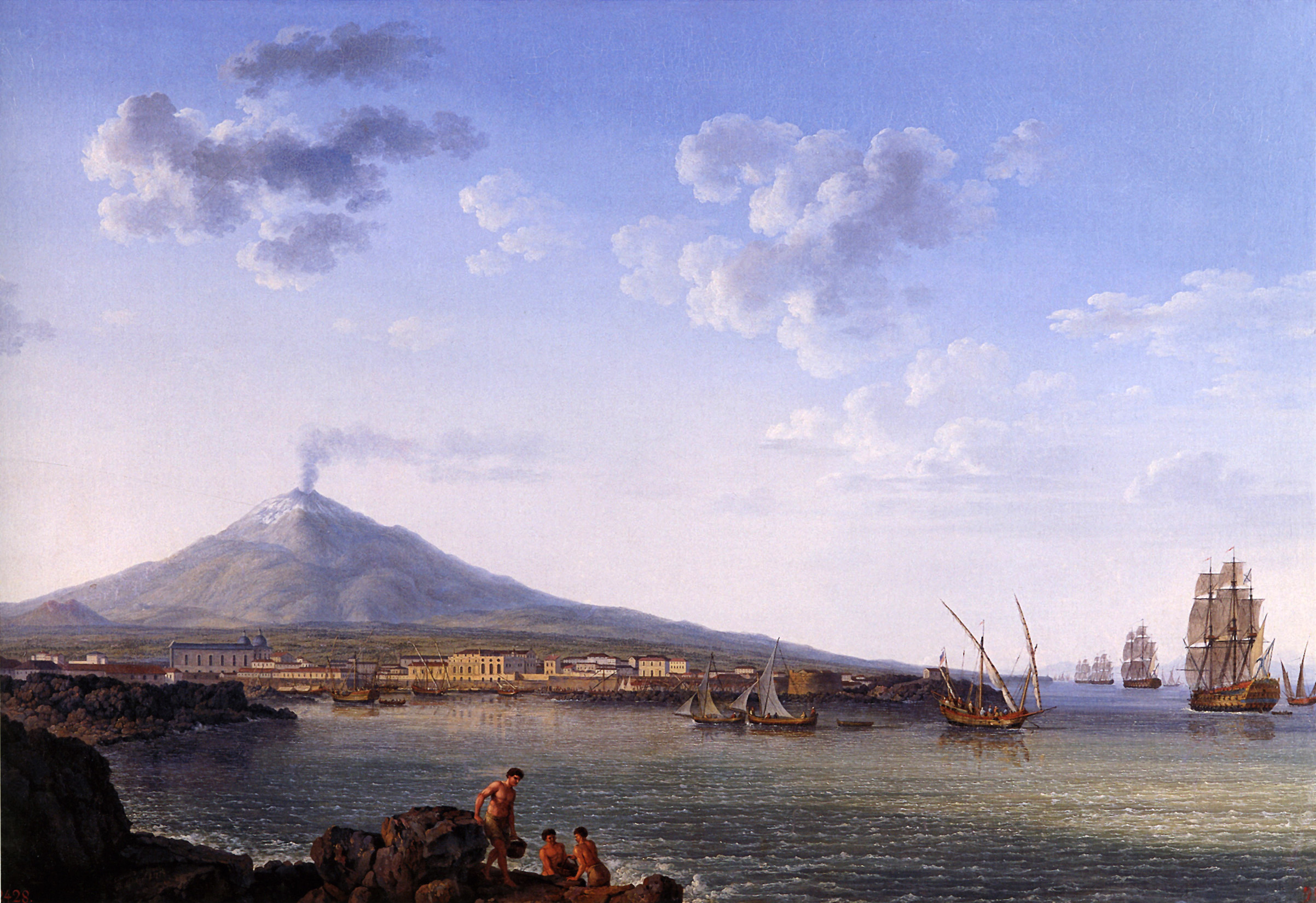
Gezicht op Catania en de Etna 1778
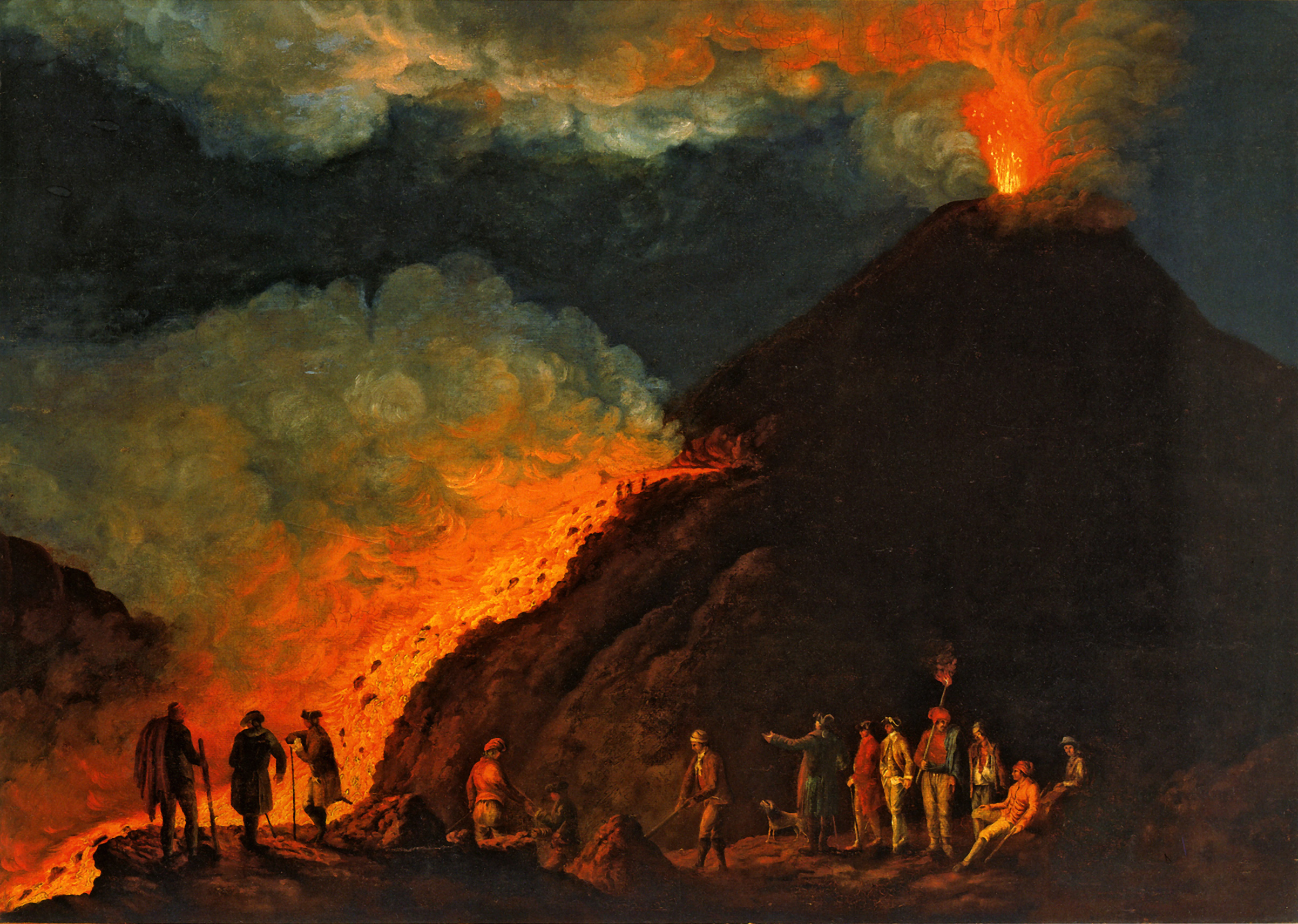
De eruptie van de Vesuvius in 1774
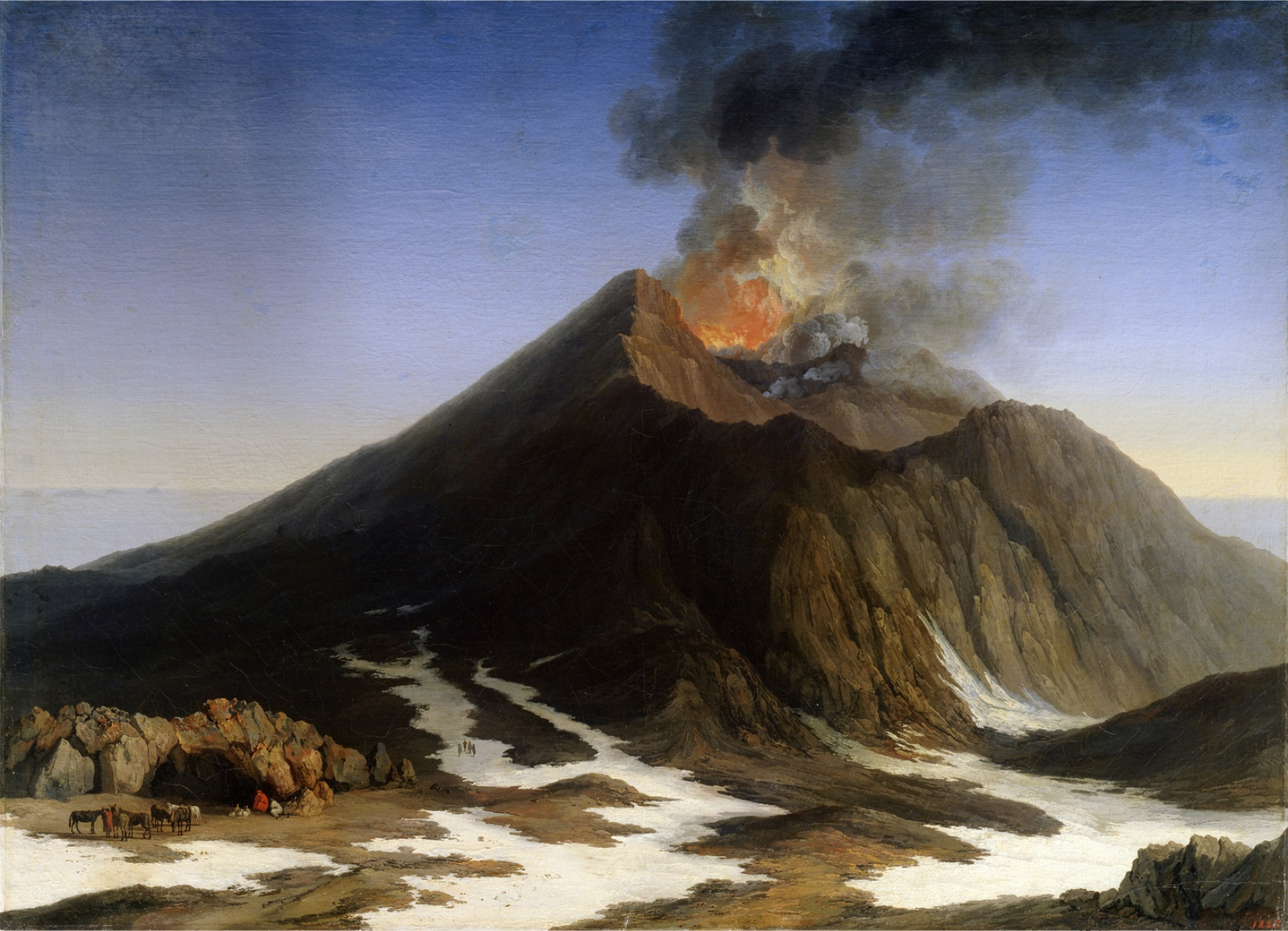
Uitbarsting van de Etna
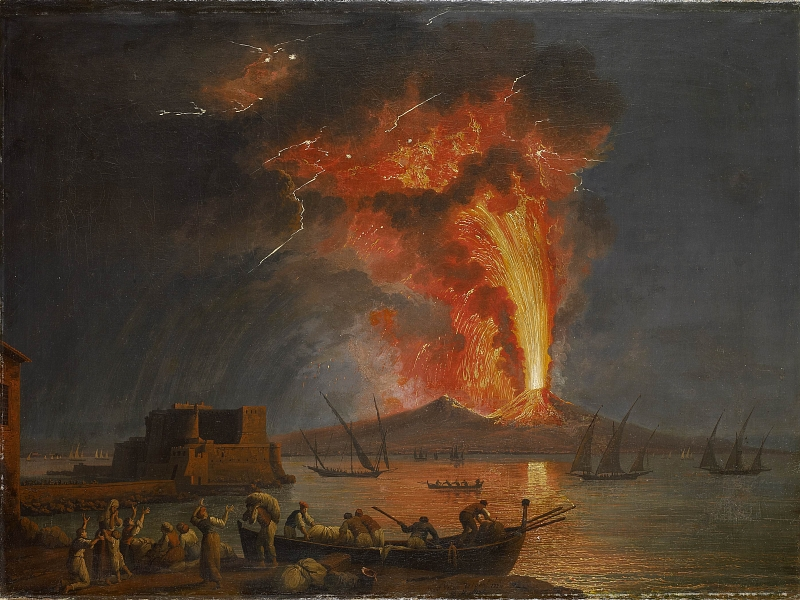
De eruptie van de Vesuvius in 1779